# Luka Pejović
Luka Pejović (in serbo Лука Пејовић?; Podgorica, 31 luglio 1985) è un ex calciatore montenegrino, di ruolo difensore.

## Palmarès

### Club

#### Competizioni nazionali
- Coppa del Montenegro: 1

Mogren: 2007-2008
- Campionato montenegrino: 2

Mogren: 2008-2009, 2010-2011